# David Munson
David Curtiss Munson (Medina, 19 de maio de 1884 - 17 de setembro de 1953) foi um atleta e campeão olímpico norte-americano.
Munson participou dos Jogos de St. Louis 1904, onde conquistou a medalha de ouro junto com os compatriotas Paul Pilgrim, Arthur Newton, George Underwood e Howard Valentine, que, representando os Estados Unidos, venceram a prova das 4 milhas em equipe.
Nos mesmos Jogos, ainda participou dos 1500 m (4º) e dos 2500 m steeplechase.